# Marie Léon Gabriel Deligny
Pour les articles homonymes, voir Deligny.
Marie Léon Gabriel Deligny (Paris, 3 septembre 1872 - Canal d'Otrante, 27 avril 1915) est un officier de marine français.

## Biographie
Il entre dans la marine comme élève commissaire en novembre 1893 et devient aide commissaire en novembre 1895. Il sert alors sur le cuirassé Formidable en escadre de Méditerranée puis sur le croiseur Fabert dans l'océan Indien pendant la campagne de Madagascar (1896-1898). 
Passé sur le croiseur cuirassé D'Entrecasteaux à la division navale d'Extrême-Orient comme commissaire de 2e classe (1899), il est nommé commissaire de 1re classe en août 1900 et participe aux opérations de Chine dont en juin-juillet 1901 à la défense des concessions européennes de Tien-Tsin. Il embarque ensuite sur la Jeanne d'Arc à Toulon puis sur le croiseur Infernet à la division de l'océan Indien (1903-1905) avant de servir au détail des armements et revues à Toulon puis sur le garde-côtes Caïman. 
En 1907, chef du secrétariat du commissariat général à Brest puis en 1910, chef du Service de la centralisation financière et administrative, il est nommé en 1911 chef du secrétariat du commissaire général à Toulon et directeur de l'intendance maritime. 
Commissaire principal (janvier 1913), il entre sur le Jules Ferry comme commissaire du bâtiment et de la 2e division de la 1re escadre légère puis passe en janvier 1914 sur le Léon-Gambetta à bord duquel il disparaît lors du torpillage du navire le 27 avril 1915 dans le canal d'Otrante par un sous-marin autrichien.

## Récompenses et distinctions
- Chevalier de la Légion d'honneur (9 juillet 1907)
- Médaille de Madagascar
- Médaille d'Anjouan (Comores)
- Médaille de la Campagne de Chine
- Ordre de Stanislas de Russie
- Médaille coloniale avec agrafe
- Croix de guerre 1914–1918 avec palme
- Citation à l'ordre de l'Armée navale : « A donné l'exemple du calme le plus admirable qu'il a communiqué à ceux qui l'entouraient au moment de l'explosion des deux torpilles lancées sur le bâtiment. Négligeant toute tentative pour se sauver lui-même, a été englouti avec son bâtiment ».